# 동해안 더비
동해안 더비는 K리그 소속 포항 스틸러스와 울산 HD 간의 더비 경기이다.

## 개요
동해안 더비 또는 영남 더비로 불린다. 7번 국도 더비로 부르는 이도 있다. 동해안 더비라는 명칭은 대략 2006년도부터 언론에서도 사용되었다.
FIFA에서도 인정한 K리그의 대표 라이벌전 중 하나이며, FIFA 공식홈페이지의 2009년 클래식 풋볼(Classic Football)-라이벌 코너를 통해 소개되기도 한 양 팀의 동해안 더비는 K리그를 대표하는 명문 클럽 간 맞대결답게 수많은 명승부를 연출했고, 흥미진진한 스토리를 양산했다.

## 역사
두 클럽의 경기가 더비 성격을 띠기 시작한 것은 1990년대 중반 지역 연고제 시행으로 지금의 연고지인 포항과 울산에 정착 후 1998년 K리그 플레이오프 2차전이 계기가 되었다. 당시 1차전에서 3-2로 승리를 거둔 포항은 2차전에서도 1-1로 경기 막바지까지 가면서 챔피언결정전을 눈앞에 두고 있었다. 그러나 후반 45분 울산의 김병지가 프리킥 상황에서 공격에 가담해 극적인 헤딩골을 성공시켰고 승부차기 끝에 울산이 4-1로 이기면서 챔피언결정전으로 진출하였다. 이후 두 팀의 경기는 만날 때마다 과열되었고, 특히 2001년 김병지가 포항으로 이적하면서 열기는 극에 달했다. 이후에도 두 팀은 K리그 플레이오프나 FA컵 4강전 등 중요한 길목마다 서로 만나면서 대한민국을 대표하는 더비 경기로 발전하였다.
2009년 7월 28일에는 러시아로 진출했던 전 포항 소속이었던 오범석이 울산으로 이적함으로써 1년 4개월 만에 K리그에 복귀하였다. 특히, 오범석은 2010년에 친정팀 포항과 두 차례 경기(2010년 5월 5일, 8월 29일)에서 모두 골을 기록하였다.
더불어 설기현이 10년 간의 해외 생활을 청산하고 포항에 입단하여, 16경기에 나서 7득점 3도움을 기록하였다. 그러나, 시즌이 끝난 후, 연봉 협상 및 포지션 문제로 포항과 결별하였고, 2011 시즌을 앞두고 울산으로 이적하여 큰 화제가 되어 설기현 더비라고 불릴 정도로 애증 관계는 더욱 심해졌다. 그 후, 설기현은 포항 스틸야드를 찾아 경기를 할 때, 포항 팬들에게 거센 비난을 받았다.
2011년 11월 26일 K리그 2011 두 팀은 K리그 플레이오프에서 만나게 되었다. 당시 포항은 2위로 플레이오프에 진출한 상황이었고, 울산은 6위로 진출하여 서울, 수원 등을 각각 이기고 플레이오프에 진출하였다. 포항 스틸야드에서 열린 당시 경기는 포항은 경기중 2번의 페널티킥 기회를 얻었으나 골키퍼 김승규의 2번의 놀라운 선방으로 득점하지 못했고 울산은 1번의 페널티킥 기회를 설기현이 성공시켜 챔피언 결정전에 진출하게 되었다.
2013년 12월 1일 K리그 클래식 2013 40라운드에서 만난 두 팀은 이 날의 경기로 우승의 향방을 가리게 되었는데, 울산에게 여러모로 유리한 상황이었다. 울산의 홈에서 하는 경기였고 울산은 비기기만 해도 우승을 확정짓게 되는 반면에 포항으로선 반드시 이겨야 역전 우승을 바라볼 수 있는 입장이었다. 울산은 김신욱과 하피냐가 출장하지 못하는 상황이었기 때문에 수비적인 경기를 지향하였으나 이는 울산에게 두 선수의 부재를 실감하게 했고 결국 후반 추가시간에 포항의 중앙 수비수 김원일이 골을 성공시키며 포항의 극적인 역전 우승을 이끌었다.
2014년 3월 8일 스틸야드에서 열린 K리그 클래식 2014 개막전 경기에서는 울산이 김신욱의 결승골로 포항에게 1-0 승리, 지난 시즌에 우승컵을 내준 아픔을 설욕하였다. 7월 12일 울산에서 열린 경기는 강수일의 2도움 활약에 힘입은 포항이 울산을 2-0으로 꺾었고 8월 31일 문수구장에서 열린 경기도 전반 26분에 터진 김신욱의 선제골로 울산이 앞서갔지만 포항 강수일이 곧바로 동점골을 넣었고, 김재성이 역전골을 넣으며 중앙 수비수 배슬기의 퇴장으로 인한 수적열세에도 불구하고 승리를 가져갔다. 11월 9일 포항 홈에서 열린 경기는 양팀 모두 2골씩 주고받으며 승부를 가리지 못했다.
2015년 3월 15일 스틸야드에서 열린 K리그 클래식 2015 2라운드에서는 1999년 이후 16년 만에 무려 6골이나 기록한 경기에서 원정팀 울산이 홈팀 포항에게 4-2 승리를 거두었고, 5월 25일에 문수구장에서 열린 경기는 울산의 양동현이 2골을 넣었지만, 포항이 티아고와 김승대의 골로 따라붙으며 2-2 무승부로 끝이 났다. 8월 19일 문수구장에서 열린 경기에서는 포항 고무열과 울산 제파로프가 한 골씩 주고받으며 승부를 가리지 못했다.
2016년 5월 14일 문수구장에서 열린 K리그 클래식 2016 10라운드에서는 2008년 11월 22일 K리그 2008 6강 PO 이후 약 7년 8개월만에 무득점 무승부가 나왔다. 득점도 없었지만 지나치게 수비적인 운영을 한 양팀에 많은 질타가 쏟아졌다. 2016년 6월 29일에 열린 K리그 클래식 2016 17라운드에서는 포항이 울산에서 이적해 온 양동현의 활약에 힘입어 4 대 0으로 대승을 기록, 2013년 5월 18일부터 이어졌던 울산전 홈 무승 징크스를 탈출하였으며, 동해안더비 역사상 최다 점수 차 경기로 기록되며 동해안더비 역사에 한 줄을 새로 썼다. 울산은 직전 리그 경기에서 선발로 뛴 11명의 선수 중 7명을 교체하였는데, 실패로 돌아가고 말았다. 그 이후, 경기가 끝나고 울산 팬들은 지나친 로테이션을 하는 바람에 무기력하게 0-4 대패를 당하자 격분하여 윤정환 감독과의 면담을 요구했으나 받아들여지지 않자 구단 버스를 가로막는 사태까지 이어갔다. 결국 윤정환 감독이 버스에서 내려 울산 팬들에게 사과를 한 후에야 사태가 일단락되었다. 그 후, 2016년 9월 18일 열린 157번째 동해안 더비에서는 울산이 멘디의 결승골로 포항에 1-0 승리함으로써 지난 0-4 대패의 복수를 갚았고, 김병지의 은퇴식이 열린 경기에서 의미가 있는 승리를 거두었다.
2019년 12월 1일 울산종합운동장에서 열린 K리그1 38라운드에서는 2013시즌과 마찬가지로 이 경기에서 우승의 향방을 가리게 되었다. 경기 시작 전 울산은 전북에 승점 3점차로 앞서있어서 이 경기를 지고 전북이 강원을 상대로 이기지만 않으면 2005년 이후 첫 우승을 차지할 수 있는 상태였다. 하지만 울산은 전반전에 완델손에게 실점을 하며 1-0으로 끌려가게 되었다. 이후 주니오가 동점골을 넣었지만 후반 시작 후 일류첸코가 득점을 하면서 2-1로 끌려가게 되었다. 이후 울산은 맹공을 퍼부었지만 득점에는 실패했고, 오히려 골키퍼 김승규의 스로인 실책으로 허용준에게 골을 내주며 3-1로 끌려갔으며 후반 종료직전 팔로세비치에게 PK골을 헌납하며 충격적인 1-4 패배를 당하게 된다. 게다가 같은 시간에 펼쳐진 전북과 강원의 경기에서 손준호의 결승골로 전북이 1-0 승리를 거둠에 따라 울산은 허무하게 우승 기회를 놓치고 말았다. (공교롭게도 울산은 이 날 경기에서 6년 전 똑같은 날짜에 포항에게 또다시 패하여 우승을 놓쳐버리는 악몽이 재현되었다.)
2020년 6월 6일 포항 스틸야드에서 열린 K리그1 2020 5라운드에서는 울산이 이청용의 멀티골에 힘입어 4-0 대승을 거두고, 지난 2019 시즌 최종전에서 패한 복수와 4년 전 포항 원정에서 당한 0-4 대패의 빚을 되갚았다. 그리고, 8월 15일에 울산문수축구경기장에서 열렸던 리그 16라운드 경기에서는 김인성과 비욘존슨의 골로 2-0 승리를 거뒀다. 이로써 울산은 2020 시즌 중 현충일과 광복절에 포항을 상대로 2연승을 기록하였다. 그리고, 2020년 9월 23일에 열린 FA컵 4강전에서 울산이 포항을 승부차기 끝에 4-3으로 누르고 결승 진출에 성공하였다. 그 후, 2020년 10월 18일 파이널 A에서 포항이 홈에서 일류첸코와 팔로세비치의 맹활약에 힘입어 울산을 4-0으로 꺾어 2019 시즌 최종전에 이어 울산의 우승길을 또다시 저지하였다. 이 경기 이후, 울산은 전북에게 홈에서 패하여 또다시 우승을 내주고 말았다.
2021 시즌에는 울산이 리그에서만 2승 1무로 우위를 보였지만 포항과의 ACL 4강전에서는 승부차기에서 패배하여 결승 진출이 좌절되었다.
2022 시즌에는 3월 20일에 열렸어야 할 경기가 울산 선수단 내에 코로나 확진자가 발생하여 일주일 뒤에 연기하였고, 그 일주일 뒤인 3월 27일에 울산이 코로나 후유증과 국가대표 차출 등 악재를 극복하고 2-0 승리를 거두었다.
2024년 울산 HD FC는 8월 31일 울산문수축구경기장에서 열린 2024시즌 K리그1 29라운드 포항 스틸러스와의 시즌 세 번째 동해안 더비에서 총 9골을 주고받는 난타전을 벌인 끝에 5-4로 이겼다. 울산과 포항이 맞붙는 동해안 더비는 두 팀 연고지가 동해안에 있는 데다 우승 경쟁 과정에서 맺힌 악연이 여러 차례 쌓이다 보니 K리그를 대표하는 더비전 가운데 하나로 평가받는다. 게다가 오는 11월 30일 코리아컵에서 우승컵을 다투는 두 팀이 맞붙기 때문에 미리 보는 코리아컵 결승으로도 큰 관심을 모았다.

## 경기장
| 포항 스틸러스      | 포항 스틸러스울산 HD동해안 더비(대한민국) | 울산 HD            | 울산 HD            |
| ------------------ | ----------------------------------------- | ------------------ | ------------------ |
| 포항스틸야드       | 포항 스틸러스울산 HD동해안 더비(대한민국) | 울산종합운동장     | 울산문수축구경기장 |
| 수용인원: 25,000명 | 포항 스틸러스울산 HD동해안 더비(대한민국) | 수용인원: 19,665명 | 수용인원: 44,102명 |
|                    | 포항 스틸러스울산 HD동해안 더비(대한민국) |                    |                    |

## 양 팀에서 활약하였던 선수
- 최강희 (포항: 1983, 울산: 1984–1992)

- 정종선 (포항: 1985, 울산: 1989–1994)

- 김홍운 (포항: 1987-1991, 울산: 1993)

- 조긍연 (포항: 1985–1991, 울산: 1992)

- 윤덕여 (울산: 1986–1991, 포항: 1992)

- 김승준 (울산: 2015-2019, 포항: 2022)

- 왕선재 (포항: 1987–1988, 울산: 1988–1989)

- 김병지 (울산: 1992–2000, 포항: 2001–2005)

- 김상훈 (울산: 1996–2001, 포항: 2002–2003)

- 서동원 (울산: 1997-1999, 포항: 2001)

- 이길용 (울산: 1999–2002, 포항: 2003–2004)

- 최철우 (울산: 2000–2001, 포항: 2002–2003)

- 권정혁 (울산: 2001–2004, 포항: 2007)

- 우성용 (포항: 2003–2004, 울산: 2007–2008)

- 오범석 (포항: 2003–2007, 2020-2021, 울산: 2009–2010)

- 이진호 (울산: 2003–2011, 포항: 2010 (임대))

- 김진용 (울산: 2004–2005, 포항: 2012 (임대))

- 김지혁 (울산: 2005–2007, 포항: 2008–2011)

- 이원재 (포항: 2005–2007, 2010-2014, 울산: 2009–2010)

- 양동현 (울산: 2005-2008, 2014-2015, 포항: 2016-2017)

- 고슬기 (포항: 2005–2009, 울산: 2010–2012)

- 최태욱 (포항: 2006–2007, 울산: 2014)

- 이재원 (울산: 2006-2007, 2014, 포항 : 2015-2016)

- 김지민 (울산: 2007, 포항: 2008)

- 브라질리아 (울산: 2008, 포항: 2009)

- 알미르 (울산: 2007, 2008–2009, 포항: 2010)

- 노병준 (포항: 2008–2013, 울산: 2010 (임대))

- 설기현 (포항: 2010, 울산: 2011)

- 이기동 (포항: 2010–2011, 울산: 2011)

- 최재수 (울산: 2010-2012, 포항 : 2015 (임대))

- 신진호 (포항: 2011–2015, 2021-2022, 울산: 2019-2020)

- 박성호 (포항: 2012–2013, 2015 울산: 2016)

- 유준수 (울산: 2014-2018, 포항: 2019)

- 정재용 (울산: 2016-2019, 포항: 2019)

- 신형민 (포항: 2008-2012, 울산: 2021-2022)

- 김성주 (울산: 2018, 포항: 2021)

- 김민혁 (포항: 2018, 울산: 2022-현재)

- 김인성 (울산: 2016-2021, 포항: 2023-현재)

- 심상민 (포항: 2019-2023, 울산: 2024-현재)

- 김주환 (포항: 2020-2022, 울산: 2024)

- 안재준 (울산: 2020, 포항: 2024-현재)

- 이동희 (울산: 2021, 포항: 2024-현재)

- 이진현 (포항: 2017-2019, 울산: 2025-현재)

- 강상우 (포항: 2014-2022, 울산: 2025-현재)

## 역대 전적

### K리그1
| #   | 날짜           | R.  | 홈       | 결과          | 원정     | 득점 (홈)                                             | 득점 (원정)                                                   |
| --- | -------------- | --- | -------- | ------------- | -------- | ----------------------------------------------------- | ------------------------------------------------------------- |
| 1   | 1984 4월 1일   | 1   | 포항제철 | 1–1           | 현대     | 신상근 (2)                                            | 백종철 (8)                                                    |
| 2   | 1984 5월 19일  | 7   | 포항제철 | 0–2           | 현대     |                                                       | 렌스베르겐 (28), 백종철 (77)                                  |
| 3   | 1984 7월 29일  | 1   | 포항제철 | 2–1           | 현대     | 최순호 (6), 이길용 (69)                               | 알핫산 (78)                                                   |
| 4   | 1984 8월 29일  | 8   | 포항제철 | 3–4           | 현대     | 최순호 (9), 제제 (30), 최상국 (55)                    | 렌스베르겐 (15, 77), 김한봉 (39), 백종철 (67)                 |
| 5   | 1985 4월 27일  | 3   | 현대     | 1–2           | 포항제철 | 렌스베르겐 (85)                                       | 이흥실 (34), 조긍연 (41)                                      |
| 6   | 1985 6월 26일  | 10  | 포항제철 | 0–0           | 현대     |                                                       |                                                               |
| 7   | 1985 9월 1일   | 17  | 현대     | 0–2           | 포항제철 |                                                       | 샤흐트 (30), 이흥실 (82)                                      |
| 8   | 1986 3월 20일  | 4   | 포항제철 | 1–1           | 현대     | 조긍연 (49)                                           | 함현기 (2)                                                    |
| 9   | 1986 4월 13일  | 9   | 현대     | 0–0           | 포항제철 |                                                       |                                                               |
| 10  | 1986 10월 22일 | 4   | 포항제철 | 0–3           | 현대     |                                                       | 김종환 (72), 함현기 (75, 79)                                  |
| 11  | 1986 11월 9일  | 9   | 현대     | 1–0           | 포항제철 | 함현기 (61)                                           |                                                               |
| 12  | 1987 3월 28일  | 1   | 현대     | 2–2           | 포항제철 | 이상철 (33), 정동복 (43)                              | 최상국 (71, 84)                                               |
| 13  | 1987 3월 29일  | 2   | 현대     | 1–1           | 포항제철 | 이상철 (47)                                           | 이흥실 (49)                                                   |
| 14  | 1987 5월 3일   | 12  | 포항제철 | 2–0           | 현대     | 이흥실 (12), 강태식 (48)                              |                                                               |
| 15  | 1987 5월 4일   | 11  | 포항제철 | 2–3           | 현대     | 이기근 (63, 70)                                       | 김삼수 (8), 이상철 (20), 김종건 (62)                          |
| 16  | 1987 8월 15일  | 17  | 포항제철 | 2–2           | 현대     | 최상국 (26), 최순호 (43)                              | 임고석 (66, 86)                                               |
| 17  | 1987 8월 17일  | 18  | 포항제철 | 4–2           | 현대     | 김홍운 (10, 24), 김문경 (자책골 40), 최순호 (67)      | 정동복 (27), 백종철 (64)                                      |
| 18  | 1987 9월 19일  | 27  | 현대     | 3–4           | 포항제철 | 최강희 (33), 이상철 (62, PK 75)                       | 김홍운 (31, 47), 이길용 (68), 최상국 (73)                     |
| 19  | 1987 9월 20일  | 28  | 현대     | 1–2           | 포항제철 | 남기영 (자책골 58)                                    | 이기근 (4), 최상국 (27)                                       |
| 20  | 1988 4월 9일   | 3   | 포항제철 | 1–0           | 현대     | 김홍운 (80)                                           |                                                               |
| 21  | 1988 5월 7일   | 7   | 현대     | 0–1           | 포항제철 |                                                       | 황영우 (86)                                                   |
| 22  | 1988 6월 11일  | 12  | 현대     | 3–1           | 포항제철 | 윤덕여 (44), 백종철 (75), 강재순 (82)                 | 이기근 (15)                                                   |
| 23  | 1988 7월 23일  | 16  | 포항제철 | 0–2           | 현대     |                                                       | 함현기 (6, 89)                                                |
| 24  | 1988 9월 4일   | 22  | 포항제철 | 2–2           | 현대     | 백치수 (37), 이기근 (56)                              | 강재순 (38), 최건택 (89)                                      |
| 25  | 1988 10월 22일 | 27  | 현대     | 0–1           | 포항제철 |                                                       | 최상국 (52)                                                   |
| 26  | 1989 5월 6일   | 7   | 현대     | 0–0           | 포항제철 |                                                       |                                                               |
| 27  | 1989 5월 9일   | 8   | 포항제철 | 0–1           | 현대     |                                                       | 최건택 (68)                                                   |
| 28  | 1989 5월 28일  | 11  | 포항제철 | 0–2           | 현대     |                                                       | 이효용 (49), 이수철 (60)                                      |
| 29  | 1989 6월 3일   | 12  | 현대     | 0–0           | 포항제철 |                                                       |                                                               |
| 30  | 1989 9월 13일  | 29  | 현대     | 1–1           | 포항제철 | 김종건 (65)                                           | 이기근 (70)                                                   |
| 31  | 1989 9월 16일  | 30  | 포항제철 | 2–1           | 현대     | 조긍연 (6, 28)                                        | 최광지 (9)                                                    |
| 32  | 1989 10월 18일 | 37  | 포항제철 | 2–1           | 현대     | 백치수 (61), 최문식 (87)                              | 허기수 (42)                                                   |
| 33  | 1989 10월 21일 | 38  | 현대     | 3–4           | 포항제철 | 이종화 (5), 강재순 (46), 이학종 (86)                  | 조긍연 (35, 50, 79), 김홍운 (89)                              |
| 34  | 1990 4월 5일   | 4   | 포항제철 | 0–0           | 현대     |                                                       |                                                               |
| 35  | 1990 4월 21일  | 7   | 현대     | 0–0           | 포항제철 |                                                       |                                                               |
| 36  | 1990 5월 30일  | 14  | 포항제철 | 2–2           | 현대     | 최상국 (28), 이계원 (48)                              | 이종화 (76, 89)                                               |
| 37  | 1990 8월 18일  | 19  | 현대     | 1–1           | 포항제철 | 신연호 (89)                                           | 이기근 (76)                                                   |
| 38  | 1990 10월 9일  | 24  | 현대     | 1–0           | 포항제철 | 송주석 (13)                                           |                                                               |
| 39  | 1990 10월 30일 | 29  | 포항제철 | 3–2           | 현대     | 이흥실 (5), 이계원 (53), 김상호 (78)                  | 최강희 (15), 함현기 (81)                                      |
| 40  | 1991 3월 31일  | 1   | 포항제철 | 0–0           | 현대     |                                                       |                                                               |
| 41  | 1991 5월 4일   | 6   | 현대     | 1–0           | 포항제철 | 김현석 (25)                                           |                                                               |
| 42  | 1991 6월 29일  | 14  | 현대     | 1–1           | 포항제철 | 한창우 (60)                                           | 이원철 (36)                                                   |
| 43  | 1991 7월 17일  | 19  | 현대     | 1–1           | 포항제철 | 강득수 (34)                                           | 이원철 (80)                                                   |
| 44  | 1991 8월 10일  | 22  | 포항제철 | 0–2           | 현대     |                                                       | 김현석 (33), 송주석 (47)                                      |
| 45  | 1991 9월 7일   | 30  | 포항제철 | 1–0           | 현대     | 이기근 (80)                                           |                                                               |
| 46  | 1991 9월 14일  | 32  | 현대     | 2–2           | 포항제철 | 권형정 (자책골 7), 최강희 (44)                        | 박경훈 (68), 이원철 (74)                                      |
| 47  | 1991 11월 3일  | 40  | 포항제철 | 0–1           | 현대     |                                                       | 김현석 (20)                                                   |
| 48  | 1992 4월 25일  | 5   | 현대     | 1–0           | 포항제철 | 신홍기 (89)                                           |                                                               |
| 49  | 1992 5월 30일  | 10  | 포항제철 | 1–0           | 현대     | 박태하 (41)                                           |                                                               |
| 50  | 1992 7월 4일   | 15  | 현대     | 0–1           | 포항제철 |                                                       | 최문식 (33)                                                   |
| 51  | 1992 10월 10일 | 23  | 현대     | 1–2           | 포항제철 | 송주석 (76)                                           | 라데 (13, 74)                                                 |
| 52  | 1992 11월 11일 | 28  | 포항제철 | 1–3           | 현대     | 박창현 (20)                                           | 강재순 (26), 신홍기 (37, 87)                                  |
| 53  | 1992 11월 14일 | 29  | 포항제철 | 1–0           | 현대     | 홍명보 (88)                                           |                                                               |
| 54  | 1993 4월 17일  | 4   | 포항제철 | 2–0           | 현대     | 박창현 (50), 이원철 (85)                              |                                                               |
| 55  | 1993 5월 22일  | 9   | 현대     | 1–0           | 포항제철 | 임재선 (68)                                           |                                                               |
| 56  | 1993 7월 17일  | 14  | 포항제철 | 4–1           | 현대     | 유동관 (25), 이원철 (30), 차상해 (35), 라데 (68)      | 임재선 (18)                                                   |
| 57  | 1993 9월 11일  | 23  | 포항제철 | 2–0           | 현대     | 라데 (49), 장영훈 (64)                                |                                                               |
| 58  | 1993 9월 15일  | 24  | 현대     | 1–1 (PSO 4–3) | 포항제철 | 조란 (3)                                              | 장영훈 (PK 12)                                                |
| 59  | 1993 10월 9일  | 29  | 현대     | 0–0 (PSO 5–6) | 포항제철 |                                                       |                                                               |
| 60  | 1994 4월 9일   | 5   | 포항제철 | 0-1           | 현대     |                                                       | 김종건 (68)                                                   |
| 61  | 1994 4월 30일  | 11  | 현대     | 2-2           | 포항제철 | 유상철 (PK 28), 최동호 (86)                           | 박창현 (14), 김기남 (44)                                      |
| 62  | 1994 8월 20일  | 20  | 포항제철 | 0–0           | 현대     |                                                       |                                                               |
| 63  | 1994 9월 14일  | 26  | 현대     | 0–0           | 포항제철 |                                                       |                                                               |
| 64  | 1994 11월 2일  | 33  | 포항제철 | 3–2           | 현대     | 황선홍 (14, 79), 라데 (20)                            | 김종건 (25), 임재선 (87)                                      |
| 65  | 1995 5월 7일   | 1   | 포항     | 0–0           | 현대     |                                                       |                                                               |
| 66  | 1995 7월 29일  | 14  | 현대     | 0-1           | 포항     |                                                       | 구상범 (25)                                                   |
| 67  | 1995 8월 19일  | 1   | 현대     | 1-1           | 포항     | 김현석 (90+5)                                         | 황선홍 (4)                                                    |
| 68  | 1995 9월 23일  | 8   | 포항     | 0–0           | 현대     |                                                       |                                                               |
| 69  | 1996 5월 15일  | 2   | 포항     | 0–0           | 울산     |                                                       |                                                               |
| 70  | 1996 6월 30일  | 10  | 울산     | 2-3           | 포항     | 신홍기 (61, 86)                                       | 라데 (15), 이영상 (PK 35), 박태하 (53)                        |
| 71  | 1996 8월 29일  | 4   | 포항     | 3–2           | 울산     | 황선홍 (24, 82), 전경준 (54)                          | 정정수 (48), 김현석 (62)                                      |
| 72  | 1996 10월 12일 | 15  | 울산     | 0-2           | 포항     |                                                       | 전경준 (26), 박태하 (69)                                      |
| 73  | 1997 5월 4일   | 2   | 울산     | 2-0           | 포항     | 유상철 (21), 김종건 (65)                              |                                                               |
| 74  | 1997 10월 19일 | 17  | 포항     | 2-1           | 울산     | 투무 (44, 69)                                         | 김상훈 (41)                                                   |
| 75  | 1998 7월 22일  | 2   | 울산     | 4-4 (PSO 5-4) | 포항     | 김종건 (11, 62), 이문석 (17), 김기남 (40)             | 이동국 (34, 58), 박태하 (PK 48), 백승철 (72)                  |
| 76  | 1998 10월 10일 | 17  | 포항     | 1-2           | 울산     | 백승철 (40)                                           | 정정수 (12), 유상철 (PK 35)                                   |
| 77  | 1998 10월 21일 | PO1 | 포항     | 3-2           | 울산     | 김명곤 (57), 최문식 (89), 백승철 (90+6)               | 정정수 (16), 김종건 (90+3)                                    |
| 78  | 1998 10월 24일 | PO2 | 울산     | 2-1 (PSO 4-1) | 포항     | 김현석 (71), 김병지 (90)                              | 박태하 (85)                                                   |
| 79  | 1999 6월 30일  | 6   | 포항     | 2-1           | 울산     | 이동국 (22, 33)                                       | 김현석 (25)                                                   |
| 80  | 1999 8월 18일  | 14  | 울산     | 2-3           | 포항     | 김상훈 (42), 빅토르 (78)                              | 고정운 (16, 52, 77)                                           |
| 81  | 1999 9월 15일  | 21  | 울산     | 3-4           | 포항     | 김현석 (22, 83), 김기남 (33)                          | 정대훈 (56, 64), 백승철 (67, 82)                              |
| 82  | 2000 5월 14일  | 1   | 울산     | 1-1 (PSO 1-3) | 포항     | 정정수 (87)                                           | 김종천 (49)                                                   |
| 83  | 2000 6월 21일  | 10  | 울산     | 1-0           | 포항     | 하은철 (90)                                           |                                                               |
| 84  | 2000 9월 6일   | 24  | 포항     | 2-3           | 울산     | 샤샤 (10, 69)                                         | 이길용 (25), 하은철 (41), 손정탁 (82)                         |
| 85  | 2001 7월 11일  | 7   | 울산     | 0-1           | 포항     |                                                       | 하석주 (50)                                                   |
| 86  | 2001 8월 25일  | 15  | 포항     | 3-2           | 울산     | 김상록 (53) 코난 (63, 79)                             | 파울링뇨 (73, 90+4)                                           |
| 87  | 2001 9월 26일  | 22  | 울산     | 2-1           | 포항     | 이길용 (30), 싸빅 (자책골 90+7)                       | 하석주 (85)                                                   |
| 88  | 2002 8월 3일   | 9   | 울산     | 3-0           | 포항     | 알리송 (44), 이천수 (69), 김현석 (75)                 |                                                               |
| 89  | 2002 9월 18일  | 18  | 울산     | 2-1           | 포항     | 이길용 (61, 85)                                       | 윤보영 (42)                                                   |
| 90  | 2002 9월 25일  | 19  | 포항     | 1-0           | 울산     | 코난 (10)                                             |                                                               |
| 91  | 2003 3월 26일  | 2   | 포항     | 2-1           | 울산     | 최윤열 (8), 우성용 (61)                               | 이천수 (59)                                                   |
| 92  | 2003 7월 9일   | 20  | 울산     | 0-0           | 포항     |                                                       |                                                               |
| 93  | 2003 8월 31일  | 29  | 포항     | 2-3           | 울산     | 최철우 (8), 김기동 (17)                               | 도도 (26, PK 67), 발라웅 (28)                                 |
| 94  | 2003 11월 9일  | 42  | 울산     | 1-2           | 포항     | 발라웅 (47)                                           | 최윤열 (15), 김상록 (31)                                      |
| 95  | 2004 5월 23일  | 8   | 울산     | 0-1           | 포항     |                                                       | 황진성 (90)                                                   |
| 96  | 2004 10월 3일  | 5   | 포항     | 0-1           | 울산     |                                                       | 제칼로 (PK 32)                                                |
| 97  | 2004 12월 5일  | PO  | 포항     | 1-0           | 울산     | 따바레즈 (36)                                         |                                                               |
| 98  | 2005 7월 6일   | 12  | 울산     | 1-3           | 포항     | 유상철 (44)                                           | 이동국 (PK 17, 79), 이따마르 (87)                             |
| 99  | 2005 10월 29일 | 11  | 포항     | 2-1           | 울산     | 따바레즈 (PK 77), 이원영 (88)                         | 마차도 (PK 55)                                                |
| 100 | 2006 5월 10일  | 13  | 포항     | 0-0           | 울산     |                                                       |                                                               |
| 101 | 2006 11월 5일  | 13  | 울산     | 0-1           | 포항     |                                                       | 이동국 (58)                                                   |
| 102 | 2007 6월 16일  | 13  | 울산     | 0-0           | 포항     |                                                       |                                                               |
| 103 | 2007 10월 10일 | 25  | 포항     | 1-0           | 울산     | 조네스 (21)                                           |                                                               |
| 104 | 2007 10월 28일 | SPO | 울산     | 1-2           | 포항     | 우성용 (70)                                           | 황재원 (34), 이광재 (76)                                      |
| 105 | 2008 3월 15일  | 2   | 울산     | 3-0           | 포항     | 이진호 (12), 브라질리아 (51), 우성용 (69)             |                                                               |
| 106 | 2008 7월 19일  | 15  | 포항     | 3-1           | 울산     | 데닐손 (14), 스테보 (29), 장현규 (54)                 | 이진호 (19)                                                   |
| 107 | 2008 11월 22일 | 6강 | 울산     | 0-0 (PSO 4-2) | 포항     |                                                       |                                                               |
| 108 | 2009 4월 4일   | 4   | 포항     | 1-1           | 울산     | 김기동 (57)                                           | 알미르 (74)                                                   |
| 109 | 2009 8월 1일   | 18  | 울산     | 2-2           | 포항     | 이진호 (50), 슬라브코 (90+1)                          | 김형일 (40), 유창현 (76)                                      |
| 110 | 2010 5월 5일   | 11  | 포항     | 1-1           | 울산     | 이기동 (27)                                           | 오범석 (73)                                                   |
| 111 | 2010 8월 29일  | 19  | 울산     | 1-1           | 포항     | 오범석 (88)                                           | 김형일 (90+4)                                                 |
| 112 | 2011 4월 23일  | 7   | 포항     | 2-0           | 울산     | 조찬호 (78), 슈바 (84)                                |                                                               |
| 113 | 2011 10월 16일 | 28  | 울산     | 2-1           | 포항     | 고슬기 (21), 고창현 (90+2)                            | 아사모아 (82)                                                 |
| 114 | 2011 11월 26일 | PO  | 포항     | 0-1           | 울산     |                                                       | 설기현 (PK 72)                                                |
| 115 | 2012 3월 3일   | 1   | 포항     | 0-1           | 울산     |                                                       | 김신욱 (44)                                                   |
| 116 | 2012 6월 27일  | 18  | 울산     | 3-1           | 포항     | 마라냥 (27), 아키 (47), 최재수 (66)                   | 노병준 (30)                                                   |
| 117 | 2012 10월 14일 | 34  | 포항     | 3-1           | 울산     | 김대호 (39), 아사모아 (67), 박성호 (71)               | 마라냥 (56)                                                   |
| 118 | 2012 11월 3일  | 38  | 울산     | 0-1           | 포항     |                                                       | 노병준 (68)                                                   |
| 119 | 2013 5월 18일  | 12  | 포항     | 1-2           | 울산     | 고무열 (27)                                           | 신광훈 (자책골 24), 김용태 (82)                               |
| 120 | 2013 8월 28일  | 25  | 울산     | 2-0           | 포항     | 김영삼 (3), 한상운 (68)                               |                                                               |
| 121 | 2013 9월 22일  | 29  | 포항     | 1-1           | 울산     | 고무열 (44)                                           | 하피냐 (35)                                                   |
| 122 | 2013 12월 1일  | 40  | 울산     | 0-1           | 포항     |                                                       | 김원일 (90+5)                                                 |
| 123 | 2014 3월 8일   | 1   | 포항     | 0-1           | 울산     |                                                       | 김신욱 (82)                                                   |
| 124 | 2014 7월 12일  | 15  | 울산     | 0-2           | 포항     |                                                       | 김재성 (76), 김승대 (79)                                      |
| 125 | 2014 8월 31일  | 23  | 울산     | 1-2           | 포항     | 김신욱 (26)                                           | 강수일 (29), 김재성 (48)                                      |
| 126 | 2014 11월 9일  | 35  | 포항     | 2-2           | 울산     | 김재성 (5), 김승대 (51)                               | 김치곤 (34), 양동현 (58)                                      |
| 127 | 2015 3월 15일  | 2   | 포항     | 2-4           | 울산     | 손준호 (47), 티아고 (77)                              | 제파로프 (45+1), 마스다 (62), 양동현 (66), 김신욱 (78)        |
| 128 | 2015 5월 25일  | 12  | 울산     | 2-2           | 포항     | 양동현 (10, 32)                                       | 티아고 (14), 김승대 (52)                                      |
| 129 | 2015 8월 19일  | 26  | 울산     | 1-1           | 포항     | 제파로프 (66)                                         | 고무열 (17)                                                   |
| 130 | 2016 5월 14일  | 10  | 울산     | 0-0           | 포항     |                                                       |                                                               |
| 131 | 2016 6월 29일  | 17  | 포항     | 4-0           | 울산     | 양동현 (9), 오창현 (13), 심동운 (62), 조수철 (80)     |                                                               |
| 132 | 2016 9월 18일  | 30  | 울산     | 1-0           | 포항     | 멘디 (78)                                             |                                                               |
| 133 | 2017 3월 4일   | 1   | 울산     | 2-1           | 포항     | 정재용 (74, 86)                                       | 양동현 (82)                                                   |
| 134 | 2017 6월 17일  | 14  | 포항     | 1-2           | 울산     | 양동현 (79)                                           | 이종호 (50), 김승준 (90+1)                                    |
| 135 | 2017 8월 13일  | 26  | 울산     | 1-1           | 포항     | 김인성 (18)                                           | 양동현 (2)                                                    |
| 136 | 2018 3월 31일  | 4   | 포항     | 2–1           | 울산     | 정원진 (31), 김승대 (67)                              | 주니오 (78)                                                   |
| 137 | 2018 5월 5일   | 12  | 울산     | 2-1           | 포항     | 김인성 (49), 도요다 (53)                              | 이근호 (18)                                                   |
| 138 | 2018 9월 15일  | 28  | 울산     | 2-0           | 포항     | 주니오 (67), 이근호 (84)                              |                                                               |
| 139 | 2018 12월 2일  | 38  | 포항     | 1-3           | 울산     | 이진현 (39)                                           | 이근호 (29), 이창용 (72), 주니오 (76)                         |
| 140 | 2019 5월 4일   | 10  | 포항     | 2–1           | 울산     | 이진현 (35), 김승대 (61)                              | 신진호 (31)                                                   |
| 141 | 2019 6월 15일  | 16  | 울산     | 1-0           | 포항     | 강민수 (24)                                           |                                                               |
| 142 | 2019 10월 6일  | 33  | 포항     | 2–1           | 울산     | 팔로세비치 (PK 86), 이광혁 (90+2)                     | 김태환 (50)                                                   |
| 143 | 2019 12월 1일  | 38  | 울산     | 1-4           | 포항     | 주니오 (36)                                           | 완델손 (26), 일류첸코 (55), 허용준 (87), 팔로세비치 (PK 90+7) |
| 144 | 2020 6월 6일   | 5   | 포항     | 0–4           | 울산     |                                                       | 이청용 (25, 36), 김인성 (74), 주니오 (84)                     |
| 145 | 2020 8월 15일  | 16  | 울산     | 2-0           | 포항     | 김인성 (53), 비욘존슨 (55)                            |                                                               |
| 146 | 2020 10월 18일 | 25  | 포항     | 4-0           | 울산     | 일류첸코 (2, 70), 팔로세비치 (78, 79)                 |                                                               |
| 147 | 2021 3월 13일  | 4   | 포항     | 1–1           | 울산     | 송민규 (72)                                           | 김민준 (22)                                                   |
| 148 | 2021 5월 22일  | 18  | 울산     | 1-0           | 포항     | 윤빛가람 (83)                                         |                                                               |
| 149 | 2021 9월 21일  | 31  | 포항     | 1-2           | 울산     | 그랜트 (84)                                           | 오세훈 (37), 바코 (PK 50)                                     |
| 150 | 2022 3월 27일  | 6   | 울산     | 2-0           | 포항     | 레오나르도 (70), 임종은 (87)                          |                                                               |
| 151 | 2022 7월 2일   | 19  | 포항     | 2-0           | 울산     | 김승대 (15, 53)                                       |                                                               |
| 152 | 2022 9월 11일  | 31  | 울산     | 1-2           | 포항     | 마틴 아담 (PK 36)                                     | 고영준 (48), 노경호 (90+3)                                    |
| 153 | 2022 10월 11일 | 36  | 포항     | 1–1           | 울산     | 이호재 (79)                                           | 바코 (39)                                                     |
| 154 | 2023 4월 22일  | 8   | 울산     | 2–2           | 포항     | 주민규 (60), 바코 (89)                                | 고영준 (13, 54)                                               |
| 155 | 2023 7월 8일   | 21  | 포항     | 0-1           | 울산     |                                                       | 주민규 (23)                                                   |
| 156 | 2023 9월 30일  | 32  | 포항     | 0-0           | 울산     |                                                       |                                                               |
| 157 | 2023 11월 12일 | 36  | 울산     | 3-2           | 포항     | 설영우 (46), 아타루 (50), 주민규 (62)                 | 강현제 (31), 이호재 (PK 82)                                   |
| 158 | 2024 3월 1일   | 1   | 울산     | 1-0           | 포항     | 아타루 (51)                                           |                                                               |
| 159 | 2024 6월 30일  | 20  | 포항     | 2-1           | 울산     | 홍윤상 (1), 이호재 (PK 19)                            | 고승범 (24)                                                   |
| 160 | 2024 8월 31일  | 29  | 울산     | 5-4           | 포항     | 아라비제 (5, 36), 야고 (57), 루빅손 (78), 김영권 (87) | 홍윤상 (9), 조르지 (83), 어정원 (89), 이태석 (90+2)           |
| 161 | 2024 10월 27일 | 35  | 포항     | 0-2           | 울산     |                                                       | 고승범 (32), 주민규 (64)                                      |
| 162 | 2025 3월 29일  | 6   | 포항     | 1-0           | 울산     | 이호재 (79)                                           |                                                               |
| 163 | 2025 5월 5일   | 12  | 울산     | 1-1           | 포항     | 보야니치 (45+2)                                       | 오베르단 (7)                                                  |
| 164 | 2025 9월 13일  | 29  | 포항     | 0-0           | 울산     |                                                       |                                                               |

### 리그컵
| #  | 날짜            | R. | 홈       | 결과              | 원정     | 득점 (홈)                                 | 득점 (원정)                                               |
| -- | --------------- | -- | -------- | ----------------- | -------- | ----------------------------------------- | --------------------------------------------------------- |
| 1  | 1986 5월 18일   | 5  | 포항제철 | 0–1               | 현대     |                                           | 함현기 (72)                                               |
| 2  | 1986 6월 8일    | 10 | 현대     | 0–0 (포항 기권승) | 포항제철 |                                           |                                                           |
| 3  | 1986 7월 6일    | 3  | 포항제철 | 1–4               | 현대     | 김완수 (89)                               | 박경훈 (자책골 41), 허정무 (54), 김종건 (84), 백종철 (89) |
| 4  | 1986 9월 7일    | 7  | 현대     | 2–0               | 포항제철 | 이종화 (54), 김흥권 (74)                  |                                                           |
| 5  | 1992 7월 1일    | 3  | 현대     | 1–0               | 포항제철 | 정종수 (60)                               |                                                           |
| 6  | 1992 9월 30일   | 7  | 포항제철 | 2–1               | 현대     | 백기홍 (24), 이재일 (자책골 35)           | 김현석 (44)                                               |
| 7  | 1993 11월 3일   | 4  | 현대     | 1–0               | 포항제철 | 송주석 (96)                               |                                                           |
| 8  | 1994 6월 4일    | 5  | 현대     | 0–0               | 포항제철 |                                           |                                                           |
| 9  | 1995 3월 25일   | 1  | 현대     | 2–1               | 포항     | 김현석 (42, PK 75)                        | 라데 (13)                                                 |
| 10 | 1996 4월 10일   | 4  | 울산     | 1–2               | 포항     | 김종건 (14)                               | 박태하 (32), 황선홍 (65)                                  |
| 11 | 1997 4월 12일   | 7  | 울산     | 1–1               | 포항     | 신홍기 (54)                               | 안익수 (74)                                               |
| 12 | 1997프 6월 25일 | 4  | 울산     | 0–1               | 포항     |                                           | 홍도표 (56)                                               |
| 13 | 1997프 8월 13일 | 7  | 포항     | 1–1               | 울산     | 코놀 (87)                                 | 이현석 (52)                                               |
| 14 | 1998 4월 29일   | SF | 울산     | 2–1               | 포항     | 김현석 (44), 박정배 (90+1)                | 싸빅 (65)                                                 |
| 15 | 1998필 5월 30일 | 7  | 포항     | 1–2               | 울산     | 박태하 (36)                               | 김종건 (41, 85)                                           |
| 16 | 1999아 8월 6일  | QF | 포항     | 1–1 (PSO 4–1)     | 울산     | 박태하 (45)                               | 손정탁 (65)                                               |
| 17 | 2004 7월 18일   | 3  | 포항     | 3–1               | 울산     | 황지수 (68), 황재원 (75), 까를로스 (90+1) | 김진용 (35)                                               |
| 18 | 2005 3월 16일   | 4  | 울산     | 1–1               | 포항     | 제칼로 (43)                               | 이따마르 (90+3)                                           |
| 19 | 2006 7월 26일   | 12 | 포항     | 0–2               | 울산     |                                           | 김윤식 (자책골 21), 최성국 (74)                           |
| 20 | 2007 3월 14일   | 1  | 울산     | 0–0               | 포항     |                                           |                                                           |
| 21 | 2007 4월 25일   | 6  | 포항     | 0–2               | 울산     |                                           | 양동현 (58, 66)                                           |

### 코리아컵
| # | 날짜           | R. | 홈   | 결과          | 원정 | 득점 (홈)                                 | 득점 (원정)        |
| - | -------------- | -- | ---- | ------------- | ---- | ----------------------------------------- | ------------------ |
| 1 | 1996 12월 5일  | SF | 포항 | 1-0           | 울산 | 조진호 (80)                               |                    |
| 2 | 1998 11월 23일 | SF | 울산 | 2-1 (연장)    | 포항 | 김종건 (82), 서동원 (99)                  | 김명곤 (74)        |
| 3 | 2001 11월 18일 | SF | 포항 | 2-1 (연장)    | 울산 | 이동국 (8), 윤보영 (PK 99)                | 이길용 (79)        |
| 4 | 2020 9월 23일  | SF | 울산 | 1–1 (PSO 4–3) | 포항 | 김인성 (52)                               | 김태환 (자책골 12) |
| 5 | 2024 11월 30일 | F  | 포항 | 3–1 (연장)    | 울산 | 정재희 (69), 김인성 (112), 강현제 (120+4) | 주민규 (38)        |

### AFC 챔피언스리그
| # | 날짜           | R. | 홈   | 결과          | 원정 | 득점 (홈)   | 득점 (원정) |
| - | -------------- | -- | ---- | ------------- | ---- | ----------- | ----------- |
| 1 | 2021 10월 20일 | SF | 울산 | 1–1 (PSO 4–5) | 포항 | 윤일록 (52) | 그랜트 (89) |

### 전국축구선수권대회
| # | 날짜             | R. | 홈   | 결과 | 원정 | 득점 (홈)                | 득점 (원정)                              |
| - | ---------------- | -- | ---- | ---- | ---- | ------------------------ | ---------------------------------------- |
| 1 | 1989년 11월 22일 | QF | 포항 | 2-4  | 울산 | 이흥실 (37), 최상국 (61) | 김흥권 (6), 함현기 (31, 78), 최강희 (69) |

## 같이 보기
- 더비 경기